# Eiga Jewelpet - Sweets Dance Princess
Eiga Jewelpet - Sweets Dance Princess (映画 ジュエルペット スウィーツダンスプリンセス ?, Eiga Juerupetto - Suwītsu Dansu Purinsesu, lett. Jewelpet - Il film - La principessa della danza dei dolci) è un film d'animazione del 2012 diretto da Hiroaki Sakurai.
La pellicola, prodotta dallo Studio Comet, è tratta dalla saga Jewelpet. È uscito nei cinema in patria l'11 agosto 2012, proiettato insieme a Onegai My Melody - Yū & Ai, cortometraggio di 12 minuti tratto dalla serie My Melody - Sogni di magia.

## Trama
Ruby e i suoi amici sono diretti a Sweets Land, il paese degli Sweetspet, per festeggiare il compleanno della principessa Mana con una speciale danza. Tuttavia, durante i preparativi, uno strano oggetto cade dal cielo, contenente uno Sweetspet maschio, la cui identità è sconosciuta.

## Personaggi

### Nuovi personaggi
Principessa Mana (マーナ姫?, Māna-hime)
Giovane principessa umana del regno Sweets Land. Festeggia il suo settimo compleanno nel film. La sua corona le permette di usare la magia.
Gumimin (グミミン?, Gumimin)
Uno strano Sweetspet venuto giù dal cielo di Sweets Land durante la prova di ballo di Ruby e amici. La sua esatta identità è sconosciuta.
Yūko Yamaguchi ha dichiarato durante la conferenza stampa del film che il motivo del nome "Gumimin" sono le caramelle gommose, in giapponese "gumi" (グミ?), derivato dal tedesco "gummi" e dall'inglese "gummi candy" o "gummy candy".
Duca Crème de Brûlée (クレーム・ド・ブリュレ公爵?, Kurēmu do buryure kōshaku)
Il giovane duca umano del regno di Sweets Land, che voleva l'intero regno per sé. Ha un'agenda segreta e sa dell'esistenza di Gumimin e del suo strano collegamento con alcuni eventi che succedono a Sweets Land. Il nome deriva dalla crème brûlée.

## Produzione
Il film è stato annunciato a febbraio del 2012 per commemorare il 5º anniversario del franchise dei giocattoli. Una conferenza stampa sul film si è svolta il 30 marzo 2012, presso l'Imperial Hotel di Tokyo per promuovere il film. Hanno partecipato come ospiti la bambina attrice Mana Ashida e la desiger di Hello Kitty, Yūko Yamaguchi. La Yamaguchi ha dichiarato che la danza e il canto della Ashida sono nello stesso tempo dolci ed energici e si adattano bene con il tema del film.

## Colonna sonora
Sigla di apertura
- Yume no mahō (夢の魔法? lett. "La magia dei sogni")

Cantata da Mana Ashida
Sigla di chiusura
- Zutto zutto tomodachi (ずっとずっとトモダチ? lett. "Per sempre, per sempre amici")

Testo di Natsumi Watanabe e Shingo Asari, musica di Shingo Asari, arrangiamento di h-wonder, cantata da Mana Ashida
Zutto zutto tomodachi è la sigla finale anche della serie televisiva Jewelpet Kira☆Deco!. Le altre musiche sono composte da Wataru Maeguchi. Il disco della colonna sonora del film, intitolato Eiga Jewelpet - Sweets Dance Princess Soundtrack (「映画 ジュエルペット スウィーツダンスプリンセス」サウンドトラック?, "Eiga Juerupetto - Suwītsu Dansu Purinsesu" Saundotorakku) contenente anche Yume no mahō e la parte usata per il film di Zutto zutto tomodachi, è stato pubblicato l'8 agosto 2012 da Universal Music Japan.